# Оломна (река)
Оломна — река в России, протекает в Кировском и Киришском районах Ленинградской области. Устье реки находится в 80 км по левому берегу реки Волхов. Длина реки составляет 52 км, площадь водосборного бассейна 420 км².
В 6,5 км от устья, по правому берегу реки впадает река Халынь.
В Киришском районе река течёт через территорию Глажевского сельского поселения. На левом берегу стоят деревни Оломна, Гатика, на правом деревня Багольник, ниже на левом берегу расположилась деревня Андреево, а у устья на правом берегу деревня Бор.

## Данные водного реестра
По данным государственного водного реестра России относится к Балтийскому бассейновому округу, водохозяйственный участок реки — Волхов, речной подбассейн реки — Волхов. Относится к речному бассейну реки Нева (включая бассейны рек Онежского и Ладожского озера).
Код объекта в государственном водном реестре — 01040200612102000019490.

### Впадают притоки (км от устья)
- 6,5 км: река Халынь
- 23 км: руч. Рассамуха
- 31 км: руч. Серчень (Серчин, Серчинь)
- 35 км: руч. Топор
- 39 км: руч. Неваж
- 49 км: руч. Липовка